# Monte Sante Marie
Der Sektor Monte Sante Marie ist ein 11,5 Kilometer langer Schotterabschnitt, der jährlich von dem italienischen Eintagesrennen Strade Bianche befahren wird. Er verbindet Asciano mit Torre a Castello und gilt als Sektor der höchsten Schwierigkeit (5 Sterne). Es ist der erste Sektor des Rennens, der nach einem Fahrer benannt wurde, dem dreifachen Sieger Fabian Cancellara.

## Charakteristik
Der Sektor Monte Sante Marie zählt mit fünf Sternen zu den anspruchsvollsten Schottersektoren der Strade Bianche. Er umfasst auf seiner Länge von 11,5 Kilometern sowohl steile Anstiege als auch technisch anspruchsvolle Abfahrten, womit er meist für eine Selektion im Fahrerfeld sorgt. Die Anfahrt bei der Strade Bianche erfolgt von Asciano über die SP438, ehe die Fahrer nach der Überquerung des Ombrone rechts auf den Schotter-Sektor abbiegen.
Auf den ersten 700 Metern wird eine kleine Kuppe überquert, ehe nach der Überquerung einer kleinen Brücke der erste Anstieg beginnt. Dieser ist rund einen Kilometer lang und weist maximale Steigungsprozente von mehr als 10 % auf. Im Anschluss folgt ein 1500 Meter langes Plateau, das kurvenreich über mehrere Wellen führt. Nach rund drei Kilometer erfolgt eine schnelle Abfahrt, die durch ein kurzes Flachstück unterbrochen wird. Im unteren Abschnitt wird dabei ein maximales Gefälle von 15 % erreicht. Mit der Überquerung des Fosso Camerone beginnt die Auffahrt zu dem Gehöft Monte Sante Marie, das namensgebend für den Sektor ist. Für einen Kilometer steigt die Straße nun mit mehr als 9 % an, wobei Rampen von bis zu 18 % erreicht werden. Nach einer kurzen Zwischenabfahrt wird Monte Sante Marie nach rund 6,5 Kilometern erreicht, ehe die letzten fünf Kilometer auf einem welligen Plateau verlaufen. Der Straßenverlauf bleibt dabei kurvenreich. Kurz vor dem Ende des Sektors führt ein rund 350 Meter langer Anstieg nach Torre a Castello.

## Geschichte
Der Sektor Monte Sante Marie stand bereits bei der Erstaustragung der Strade Bianche im Jahr 2007 auf dem Programm. Seither wurde er als einziger Schotterabschnitt in unveränderter Form bei jeder Austragung befahren.
Bereits bei der Erstaustragung spielte der Abschnitt eine zentrale Rolle, als er von Alexander Kolobnew genutzt wurde um sich rund 40 Kilometer vor dem Ziel als Solist abzusetzen. Nachdem der Russe mit dem Montechiaro auch den letzten Sektor passiert hatte, rettete er sich mit einem Vorsprung von nur drei Sekunden ins Ziel. In den nachfolgenden Austragungen vergrößerte sich die Distanz vom Monte Sante Marie bis zu Ziel jedoch stetig. Während der im Jahr 2007 noch 48 Kilometer vor dem Ziel erreicht wurde, wuchs diese Distanz bis ins Jahr 2014 auf rund 60 Kilometer an. Dies lag daran, dass die Organisatoren mit dem Colle Pinzuto, Le Tolfe und Monteaperti kurze steile Schotteranstiege auf den letzten Kilometern platzierten. Der Monte Sante Marie läutete von nun an das Finale ein und sorgte auf seiner Länge von 11,5 Kilometern meist für eine größere Selektion im Fahrerfeld.
Im Jahr 2018 griffen Romain Bardet und Wout van Aert rund 46 Kilometer vor dem Ziel auf dem vom Regen schlammigen Monte Sante Marie an und fuhren eine größere Lücke auf die restlichen Fahrer heraus. Die beiden mussten sich schlussendlich jedoch dem Belgier Tiesj Benoot geschlagen geben, der 15 Kilometer vor dem Ziel zu ihnen aufschloss und sie im abschließenden Sektor von Le Tolfe distanzierte. Bei der Strade Bianche 2022 setzte sich Tadej Pogačar rund 50 Kilometer vor dem Ziel in den Anstiegen des Monte Sante Marie ab, ehe sich Thomas Pidcock im Jahr darauf in den technisch anspruchsvollen Abfahrten des Sektors löste. Beide konnten ihren Vorsprung auf den nachfolgenden Kilometern verteidigen und gewannen die Strade Bianche so nach einer langen Solofahrt.
Mit dem Jahr 2024 wurde die Streckenführung der Starde Bianche erneut verändert, wobei weitere Anstieg im Finale des Rennens hinzugefügt wurden. Der Monte Sante Marie wird nun bereits 85 Kilometer vor dem Ziel erreicht. Trotz der großen Distanz zum Zielstrich griff Tadej Pogačar erneut auf dem Monte Sante Marie an und gewann das Rennen mit einem Vorsprung von mehr als zweieinhalb Minten nach einem Solo über 81,5 Kilometer.